# 新保博久
新保 博久（しんぽ ひろひさ、1953年8月7日 - ）は、日本のミステリ評論家。

## 来歴
京都府出身。京都市立日吉ヶ丘高等学校、早稲田大学第二文学部美術専修卒業。在学当時はワセダミステリクラブに所属。卒業後に師事する権田萬治の誘いから評論家としての活動を始める。
特に本格ミステリ・江戸川乱歩に関する造詣が深い。1991年から山前譲と共に江戸川乱歩の蔵書目録作成に着手し、10年がかりで完成させた。日本推理作家協会会員で、理事をつとめた。ミステリー文学資料館運営委員。

## 受賞
- 2001年 - 『日本ミステリー事典』（権田萬治との共同監修）で第1回本格ミステリ大賞（評論・研究部門）を受賞[2]。
- 2003年 - 『幻影の蔵』（山前譲との共著）で第56回日本推理作家協会賞（評論その他の部門）を受賞。
- 2025年 - 『死体置き場で待ち合わせ 新保博久 法月綸太郎 往復書簡』（法月綸太郎との共著）で第25回本格ミステリ大賞（評論・研究部門）を受賞[3]。

## 主な著書
- 『必携ミステリー手帖＜日本篇＞』（「オフィス221」名義、蝸牛社） 1979年
- 『必携ミステリー手帖＜外国篇＞』（「オフィス221」名義、蝸牛社） 1979年
- 『3分間探偵ゲーム キミの頭脳はどの程度?』（角川文庫） 1981年 - 推理クイズ集
のち改題再版『推理（ミステリー）の達人 あの名探偵と知恵比べ』（ベストセラーズ、ワニ文庫） 1991年
- 『推理百貨店 本館』（冬樹社） 1989年
- 『推理百貨店 別館』（冬樹社） 1989年
- 『世紀末日本推理小説事情』（筑摩書房） 1990年
- 『推理（ミステリー）劇場 マジカル探偵の挑戦 これであなたも名探偵!?』（ベストセラーズ、ワニの本） 1992年 - 推理クイズ集
のち改題再版『殺人トリック劇場 難題ミステリー11連発』（ベストセラーズ、ワニ文庫） 1996年
- 『名探偵登場 日本篇』（ちくま新書） 1995年
- 『日本ミステリ解読術』（河出書房新社） 1996年
- 『幻影の蔵 - 江戸川乱歩探偵小説蔵書目録』（山前譲共著、東京書籍） 2002年
- 『ミステリ編集道』（本の雑誌社） 2015年
- 『シンポ教授の生活とミステリー』（光文社文庫） 2020年
- 『死体置き場で待ち合わせ 新保博久 法月綸太郎 往復書簡』（法月綸太郎共著、光文社） 2024年

## 主な編纂書
- 『江戸川乱歩アルバム』（平井隆太郎共編、河出書房新社） 1994年
- 『乱歩』上・下（江戸川乱歩、山前譲共編、講談社） 1994年
- 『江戸川乱歩コレクションI 乱歩打明け話』（江戸川乱歩、山前譲共編、河出書房新社、河出文庫） 1994年
- 『江戸川乱歩コレクションII クリスティーに脱帽』（江戸川乱歩、山前譲共編、河出書房新社、河出文庫） 1995年 - 海外ミステリ論集
- 『江戸川乱歩コレクションIII 一人の芭蕉の問題』（江戸川乱歩、山前譲共編、河出書房新社、河出文庫） 1995年 - 海外ミステリ論集
- 『江戸川乱歩コレクションIV 変身願望』（江戸川乱歩、山前譲共編、河出書房新社、河出文庫） 1994年
- 『江戸川乱歩コレクションV 群集の中のロビンソン』（江戸川乱歩、山前譲共編、河出書房新社、河出文庫） 1995年
- 『江戸川乱歩コレクションVI 謎と魔法の物語』（江戸川乱歩、山前譲共編、河出書房新社、河出文庫） 1995年 - 自作に関する解説
- 『江戸川乱歩 日本探偵小説事典』（江戸川乱歩、山前譲共編、河出書房新社） 1996年
- 『山田風太郎 風太郎千年史』（山田風太郎、マガジンハウス、BRUTUS図書館） 1999年
- 『日本ミステリー事典』（権田萬治共同監修、新潮選書） 2000 - 第1回本格ミステリ大賞受賞
- 『私が愛した名探偵』（編著、朝日新聞社） 2001年
- 『幻影の蔵 江戸川乱歩探偵小説蔵書目録』（山前譲共編著 東京書籍） 2002年
- 『横溝正史自伝的随筆集』（編、角川書店） 2002年
- 『泡坂妻夫引退公演』（編、東京創元社） 2012年